# التحالف من أجل استعادة السلام ومكافحة الإرهاب
التحالف من أجل استعادة السلام ومكافحة الإرهاب، المعروف أيضًا باسم تحالف أمراء الحرب، كان تحالفًا من أمراء الحرب الصوماليين تم إنشاؤه بدعم أمريكي لتحدي النفوذ الناشئ لاتحاد المحاكم الإسلامية خلال الحرب الأهلية الصومالية.
قالت مجموعة الأزمات الدولية، التي كانت على اتصال مباشر مع أمراء الحرب، في يونيو/حزيران 2006 إن وكالة المخابرات المركزية كانت تحوّل 100.000 دولار إلى 150.000 دولار شهريًا للتحالف.  
ضم تحالف أمراء الحرب بوتان عيسى عالم ومحمد طيري ومحمد قنيري أفرح وموسى سودي يلحو ونور دقل وعبدي حسن وعمر فنش وغيرهم.  كان بعضهم وزراء في الحكومة الفيدرالية الانتقالية.
انشق عبدي حسن عوالي قيبديد عن التحالف في يونيو/حزيران 2006، قائلاً: «منذ تشكيل التحالف، كانت مقديشو مركزًا لأزمة عسكرية أدت إلى مقتل مئات الأشخاص بلا داعٍ، لذلك قررت الانسحاب من التحالف إلى البناء على مكاسب المحاكم الإسلامية وإعطاء فرصة للسلام».
شارك تحالف أمراء الحرب في معركة مقديشو عام 2006.

## انتقاد دعم الولايات المتحدة
تم نقل مايكل زوريك (المسؤول السياسي في وزارة الخارجية الأمريكية لشؤون الصومال)، الذي كان متمركزًا في نيروبي، إلى تشاد بعد أن أرسل برقية إلى واشنطن تنتقد سياسة واشنطن المتمثلة في دفع أموال لأمراء الحرب الصوماليين. وذكرت صحيفة نيويورك تايمز أن «الأنشطة الأمريكية في الصومال حظيت بموافقة كبار المسؤولين في واشنطن وتم التأكيد عليها خلال اجتماع لمجلس الأمن القومي حول الصومال في مارس».
في 7 يونيو 2006، انتقد رئيس جمهورية الكونغو والرئيس الحالي للاتحاد الأفريقي، ديني ساسو نغيسو، الولايات المتحدة لتورطها في القتال في مقديشو عقب اجتماعه مع الرئيس جورج دبليو بوش ووزيرة الخارجية كوندوليزا رايس.  